# VanJess
VanJess je R&B i soul duo kojeg su osnovale sestre Ivana Nwokike i Jessica Nwokike. Sestre su rođene u Nigeriji, a odrasle su u Kaliforniji, Sjedinjenim Američkim Državama. Glazbeni sastav VanJess osnovale su 2008. godine, nadahnute izvođačima iz 1990-ih godina kao što su Brandy Norwood, SWV i Jodeci. Godine 2015., objavile su prvi EP od pet pjesama pod nazivom 00 Till Escape.

## Diskografija
- 00 Till Escape (2015.)

## Vanjske poveznice
- VanJess na AllMusicu
- VanJess na Discogsu